# 伯德 (印第安納州)
伯德（英語：Beard）是位於美國印地安納州克林頓縣的一個非建制地區。該地的面積和人口皆未知。

## 地理
伯德的座標為40°22′25″N 86°27′02″W / 40.37361°N 86.45056°W，而該地的平均海拔高度為259米（即850英尺）。